# Love Is Killing Me
Love Is Killing Me is een nummer van de Nederlandse zangeres Do uit 2004. Het is de derde single van haar titelloze debuutalbum. Met het nummer sloeg Do een vernieuwende muzikale weg in. Buiten haar vocale bijdrage op de dance-hit Heaven van DJ Sammy & Yanou, stond de zangeres destijds vooral bekend als iemand die veel ballads zong. Love Is Killing Me toonde een wat meer funky-achtige popsound, iets wat goed ontvangen werd door fans en media. De single werd een hit in Nederland en haalde de 6e positie in de Nederlandse Top 40. Ook in Vlaanderen bereikte het de hitlijsten, daar haalde het de 40e positie in de Vlaamse Ultratop 50.